# Пагох
Пахох (на малайски: Pagoh) е предградие в окръг Муар, Джохор, Малайзия.
Пагох е достъпен чрез един от основните възли на скоростната Магистрала Север-Юг, главната скоростната магистрала на западното крайбрежие на полуостров Малайзия.

## Забележителности
- Гробница на султан Алаудин Риаят Шах I
- Джамия Кампунг Раджа
- Насуха Сто – градина с подправки
- Овощна градина Дамай
- Историческа джамия на Кампунг Пая Редан